# Nhân vật người chơi

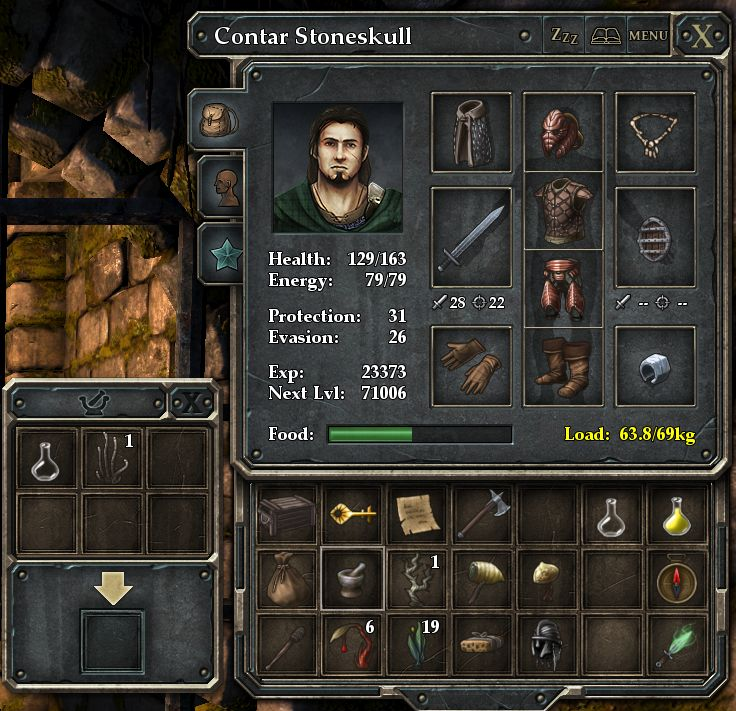
Một nhân vật người chơi có tên "Contar Stoneskull" trong Legend of Grimrock. Các ô vuông chứa các biểu tượng đại diện cho những món đồ anh đang mặc và những món đồ anh mang theo trong cuộc phiêu lưu. Các số liệu thống kê như sức khỏe và kinh nghiệm của anh cũng được liệt kê.

Nhân vật người chơi (còn được gọi là player character, PC và nhân vật có thể chơi được) là một nhân vật hư cấu trong trò chơi video hoặc trò chơi nhập vai trên bàn có hành động được điều khiển trực tiếp bởi người chơi chứ không phải là luật của trò chơi. Các nhân vật không phải do người chơi điều khiển được gọi là nhân vật không phải người chơi (NPC). Các hành động của nhân vật không phải người chơi thường được xử lý bởi bản thân trò chơi trong các trò chơi video, hoặc theo các quy tắc của người quản trò làm trọng tài cho các trò chơi nhập vai trên bàn. Nhân vật người chơi thực chất hoạt động như một thế thân hư cấu với quyền điều khiển nhân vật thuộc về người chơi.
Trò chơi điện tử thường có một nhân vật người chơi cho mỗi người chơi trò chơi. Một số trò chơi, chẳng hạn như đấu trường trận chiến trực tuyến nhiều người chơi, trò chơi bắn súng anh hùng và trò chơi đối kháng, cung cấp một nhóm nhân vật người chơi để người chơi lựa chọn, cho phép người chơi điều khiển một trong số họ cùng một lúc. Khi có nhiều hơn một nhân vật người chơi, các nhân vật có thể có các kỹ năng, điểm mạnh và điểm yếu khác nhau để làm cho việc lựa chọn lối chơi trở nên đa dạng.

## Tổng quát

### Hình ảnh đại diện
Nhân vật người chơi đôi khi có thể được dựa trên người thật, đặc biệt là trong các trò chơi điện tử thể thao sử dụng tên và hình ảnh của những nhân vật thể thao có thật. Những người và nhà lãnh đạo trong lịch sử đôi khi cũng có thể xuất hiện dưới dạng nhân vật, đặc biệt là trong các trò chơi chiến lược hoặc xây dựng đế chế, chẳng hạn như trong loạt trò chơi Civilization của Sid Meier. Một nhân vật người chơi như vậy đúng hơn là một hình ảnh đại diện vì tên và hình ảnh của nhân vật người chơi thường ít ảnh hưởng đến chính trò chơi. Hình đại diện cũng thường thấy trong mô phỏng trò chơi sòng bạc.

### Nhân vật vô danh
Trong nhiều video game, đặc biệt là first person shooter, nhân vật người chơi thường là một "blank state" không có bất cứ đặc điểm gì nổi bật, thậm chí là chẳng có backstory. Pac-Man, Crono, Link và Chell là những ví dụ điển hình về kiểu nhân vật như vậy. Tóm lại, họ là kiểu nhân vật chính thầm lặng.
Một số game còn đi xa hơn, không bao giờ hiển thị hoặc đặt tên cho player character. Điều này hơi phổ biến trong các trò chơi điện tử góc nhìn thứ nhất như Myst. Tuy nhiên, hiện tượng này thường xảy ra nhiều hơn trong các trò chơi điện tử chiến lược như Dune 2000, Emperor: Battle for Dune và loạt trò chơi Command & Conquer. Ở những game như vậy, dấu hiệu duy nhất cho thấy người chơi đang nhập vai một nhân vật là các phân đoạn cốt truyện thể hiện họ nhận nhiệm vụ hoặc báo cáo. Người chơi thường được gọi là "tướng", "chỉ huy" hoặc một cấp bậc quân sự khác.
Những nhân vật như thế thường được gọi là Ageless, Faceless, Gender-Neutral, Culturally Ambiguous Adventure Person hay được viết tắt là AFGNCAAP. Thuật ngữ này có nguồn gốc từ game Zork: Grand Inquisitor, nơi nhân vật người chơi được gọi một cách trào phúng như vậy.

### Trò chơi đối kháng
Trò chơi đối kháng thường có số lượng nhân vật để người chơi lựa chọn. Nhân vật thường có đòn cơ bản và chiêu thức đặc biệt mà chỉ họ hoặc nhân vật khác mới có. Có nhiều nhân vật khác nhau để chơi và đối đầu, tất cả đều sở hữu các bước di chuyển và kỹ năng khác nhau. Điều đó là cần thiết để tạo cho game sự đa dạng về lối chơi.

### Đấu trường trận chiến trực tuyến nhiều người chơi (MOBA)
Tương tự như game đối kháng, MOBA cung cấp cho người chơi một nhóm nhân vật cân bằng để họ lựa chọn. Mỗi nhân vật có kỹ năng, điểm mạnh và điểm yếu khác nhau để việc lựa chọn lối chơi trở nên đa dạng. Mỗi người chơi chọn một nhân vật để ghép thành đội hình hợp lý và thi đấu với đối thủ, lên chiến lược kỹ càng trước khi trận đấu bắt đầu. Nhân vật mà người chơi lựa chọn có thể pha trộn nhiều yếu tố của thể loại kỳ ảo, chẳng hạn như kỳ ảo sử thi, kỳ ảo đen tối, khoa học viễn tưởng, kiếm và ma thuật, kinh dị Lovecraft, cyberpunk và steampunk. Những yếu tố như vậy xuất hiện nhiều trong văn hóa đại chúng và thần thoại.

### Trò chơi nhập vai
Trong các trò chơi nhập vai như Dungeons & Dragons hoặc Final Fantasy, người chơi thường tạo hoặc lấy danh tính của một nhân vật có thể không có bất cứ đặc điểm chung gì với người chơi. Nhân vật thường thuộc một chủng tộc và lớp nhân vật nhất định (thường là hư cấu) (chẳng hạn như zombie, cuồng nhân, lính súng trường, elf hoặc giáo sĩ), mỗi tộc hoặc lớp nhân vật đều có điểm mạnh, điểm yếu nhất định. Các thuộc tính của nhân vật (chẳng hạn như phép thuật và kỹ năng chiến đấu) thường cung cấp dưới dạng giá trị số. Chỉ số có thể tăng lên khi người chơi lên cấp và đạt được thứ hạng cũng như điểm kinh nghiệm thông qua việc hoàn thành mục tiêu hoặc chiến đấu với kẻ thù.

## Nhân vật bí mật
Nhân vật bí mật hoặc nhân vật có thể mở khóa là nhân vật chỉ khả dụng sau khi hoàn thành trò chơi hoặc đáp ứng yêu cầu khác.